# Dysbiota peregrina
Dysbiota peregrina är en tvåvingeart som först beskrevs av Frederick Wollaston Hutton 1901.  Dysbiota peregrina ingår i släktet Dysbiota och familjen vapenflugor. Inga underarter finns listade i Catalogue of Life.